# Muestra (material)
En química, biología y otras ciencias, una muestra es una cantidad limitada de una sustancia con un simple componente o una mezcla de varios, utilizada para representar y estudiar las propiedades del material en cuestión.
Cuando la mezcla es tratada en el curso de análisis, las fases de los analitos se llama también muestra, mientras que el resto de sustancias cuya separación no interesa se llama residuo o impureza.
Se les llama muestras biológicas a las procedentes de un organismo, vivo o muerto. Pueden ser órganos completos, tejidos, células, proteínas, ADN... o fluidos corporales como orina, saliva, sangre, sudor, etc. Se usan para pruebas de laboratorio o para investigación.